# 無名のキリスト者
無名のキリスト者（むめいのキリストしゃ、アノニマス・クリスチャン、Anonymous Christian）とは、イエズス会の神学者カール・ラーナーの説。キリストの福音を聞いた事のない者がキリストを通して救われるとする。非キリスト教徒（Non-Christians）の中に、キリストによる神の救済的恩寵を受けた者がいるという。無名のキリスト者とは、キリスト者と見なさなければならない異教徒のことである。これが第二バチカン公会議の神学の形成に方向性を与えた。ヨハネ・パウロ2世、ベネディクト16世のエキュメニズムに見通しに影響している。宗教的包括主義である。
高潔な異教徒の思想を取り入れているが同じではない。
ライムンド・パニカーの『ヒンズー教の知られざるキリスト』もこの立場である。